# Selkie

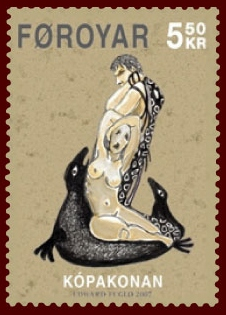
Un sello de las Islas Feroe representando la captura de una selkie.

En la mitología celta y nórdica, las selkies (también deletreados silkies, sylkies o selchies) o selkie folk (en escocés: selkie fowk), que significa «gente de las focas», son seres mitológicos con el poder del teriomorfismo, cambiando de forma de foca a humano al mudar su piel. Se encuentran en cuentos populares y mitología originarios de las Islas del Norte de Escocia.
Los cuentos populares con frecuencia giran en torno a selkies femeninas que son obligadas a tener relaciones con humanos por alguien que roba y esconde su piel de foca, exhibiendo así el motivo de cuento del tipo de doncella cisne.
Hay contrapartes en el folclore de las Islas Feroe e Islandia que hablan de mujeres foca y piel de foca.

## Leyenda
Dentro del folclore, pertenecen al grupo de los cambiantes, seres que mudan su piel para adoptar otra forma. Estas criaturas tenían el extraño don de poder deshacerse de su piel de foca y transformarse en mujeres u hombres de belleza inigualable. Una vez que un selkie tomaba forma humana, ocultaba su piel de foca cerca del mar, entre las rocas, de manera que nadie pudiese hallarla.
La leyenda cuenta que si un humano encuentra la piel de foca, puede someter al selkie, quien obedecerá fielmente al que posea su piel. No obstante, si la selkie llegara a encontrar su piel, huirá de regreso al mar. Algunas veces, cuando un selkie recupera su piel, si el humano que lo sometió fue cruel con la criatura, esta se vengará ferozmente. 
Muchas hembras selkies abandonan el mar durante la noche de luna llena o días de fiesta. Si encuentran un hombre que les haga gracia, bailarán y beberán con él toda la noche. Pero cuando el sol vuelva a salir, regresará al mar. Si el hombre la espera fiel a la vera del mar durante las siguientes lunas llenas, puede que conmueva a la selkie, quien abandonará el mar para unirse a él. Las doncellas selkies son famosas por convertirse en excelentes esposas de los hombres que conserven su piel de foca, aunque siempre melancólicas, echarán de menos el mar. Existen historias trágicas en las que un pescador roba la piel a una hembra selkie para poder retenerla a su lado, y tras varios años, es el propio hijo de la relación quien encuentra por casualidad el pellejo de foca de su madre y esta, al verla, se cegará por su deseo de volver al mar y abandonará maridos e hijos por regresar a su hogar, aunque en ocasiones, se le muestra visitando a sus hijos y jugando con ellos en las olas.
Las historias acerca de los selkies son generalmente románticas tragedias. Algunas veces el humano no sabrá que su amante es un selkie, y se despierta para encontrarlos devueltos a su forma de foca. En otras historias, el ser humano ocultará la piel del selkie, evitando así que el selkie vuelva a su forma de foca. Un selkie solo puede ponerse en contacto con un ser humano durante un corto período de tiempo antes de que el selkie deba regresar al mar. El selkie no puede volver a ponerse en contacto con ese humano durante siete años, a menos que el humano se robe la piel de selkie y la esconda o la queme.
Los selkies machos son descritos como de una belleza inaudita en su forma humana, con grandes poderes de seducción sobre las mujeres. Por lo general buscan aquellas que no están satisfechas con su vida, como las mujeres casadas en espera de sus maridos pescadores. Si una mujer desea hacer contacto con un macho selkie, debe arrojar siete lágrimas al mar.
En las Islas Feroe hay dos versiones de la historia de los Selkie o Seal Wife. Un joven agricultor de la ciudad de Mikladalur en la isla Kalsoy va a la playa a ver bailar a los selkies. Oculta la piel de una bella doncella selkie, por lo que no puede volver al mar y la obliga a casarse con él. Él mantiene su piel en un cofre, y mantiene la llave con él tanto de día como de noche. Un día, cuando pesca, descubre que se olvidó de traer su llave. Cuando regresa a su hogar, la esposa selkie ha escapado de vuelta al mar, dejando atrás a sus hijos. Más tarde, cuando el granjero sale a cazar, mata tanto a su esposo selkie como a dos hijos selkie, y ella promete vengarse de los hombres de Mikladalur. Algunos se ahogarán, otros caerán de acantilados y laderas, y esto continuará, hasta que se hayan perdido tantos hombres que puedan tomarse de los brazos alrededor de toda la isla de Kalsoy. Todavía se producen muertes ocasionales de esta manera en la isla.

## Nombres y etimología
La palabra deriva del anterior escocés selich, (de inglés antiguo  seolh  que significa "foca").  Ocurre en varias otras formas de deletrear en escocés tales como:  selch (es decir), sele, selch (e), selcht, se (a) lghe, selquh, saylche, sel (e) ich, selyh, selck, seall, seleché, seilché  y  selké . 
En las historias  gaélico, los términos específicos para selkies rara vez se utilizan, es decir, rara vez se diferencian de sirena  y más comúnmente conocido como  maighdeann-mhara  en gaélico escocés y  maighdean mhara  en  Irish ("doncella del mar", es decir, sirenas) pero que claramente tienen los atributos de sello de selkies.  El único término que se refiere específicamente a un selkie pero que rara vez se encuentra es  maighdeann-ròin  "seal maiden". 

## Teorías sobre su origen
En el folclore escocés y anticuario, David MacRitchie creía que los primeros colonos en Escocia probablemente se encontraron, e incluso casaron, con finlandeses  y samis que fueron identificados erróneamente como selkies a causa de su piel de foca, kayak y vestimenta.  Otros han sugerido que las tradiciones concernientes a los selkies pueden deberse a avistamientos mal interpretados de Finn-men (Inuit del Davis Strait). Los inuit vestían ropas y usaban kayaks que estaban hechos de pieles de animales. Tanto la ropa como los kayaks perderían flotabilidad cuando se saturaran y tendrían que secarse. Se cree que los avistamientos de inuit quitándose la ropa o tumbados junto a las pieles en las rocas podrían haber llevado a la creencia en su capacidad de cambiar de una foca a un hombre. 
Otra creencia es que naufragio de  españoles que fueron arrojados a la costa, y su pelo negro azabache se parecía a las focas. Como el antropólogo A. Asbjørn Jøn ha reconocido, hay una fuerte creencia que indica que los selkies "se dice que están sobrenaturalmente formados a partir de almas de personas ahogadas". 
Antes del advenimiento de medicina moderna, muchas condiciones fisiológicas eran intratables. Cuando los niños nacían con anormalidades, era común culpar a las hadas. El clan MacCodrum de las Hébridas Exteriores se hizo conocido como el "MacCodrums of the seals", ya que afirmaban ser descendientes de una unión entre un pescador y un selkie. Esta fue una explicación del crecimiento hereditario de la piel entre los dedos que hacía que sus manos se asemejaran a aletas.

## En la actualidad
- Mahoutsukai no Yome, un personaje llanado Merituuli es una selkie.
- My Hero Academia, contiene un personaje llamado Selkie que posee habilidades y apariencia similares a las de un sylkie.